# Worms: A Space Oddity
Worms: A Space Oddity é um jogo de estratégia baseado em turnos. Foi desenvovido pela Team17 e publicado pela THQ para o Nintendo Wii.